# 闻亭

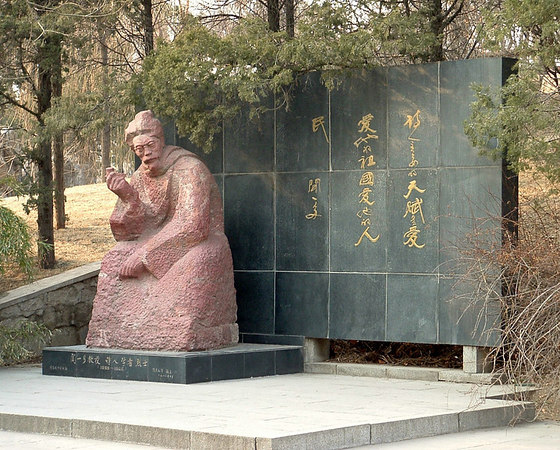
聞一多像

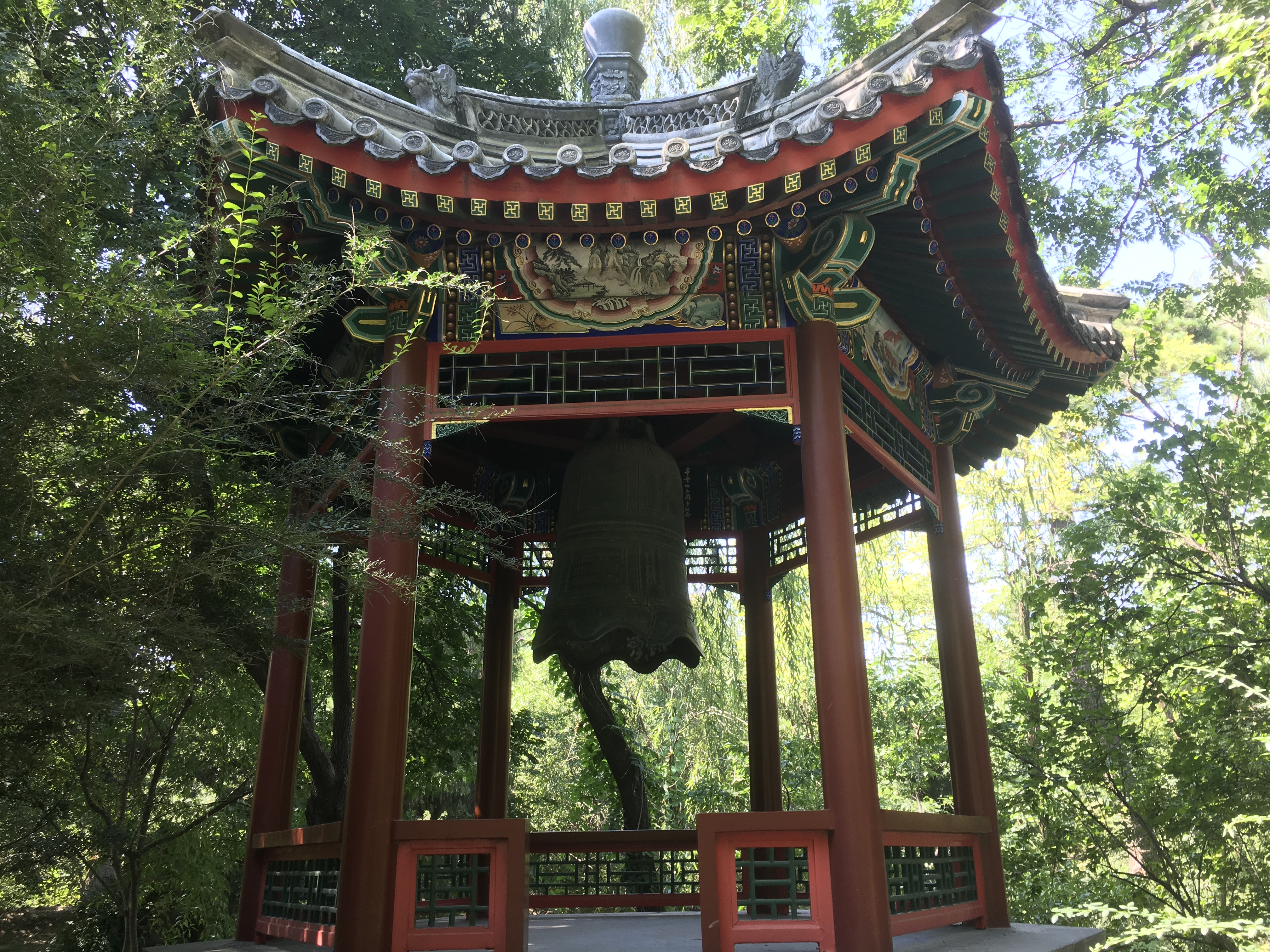
清華大學闻亭

闻亭是清華大學校內為紀念聞一多先生而建的亭子，位於大禮堂西側、水木清華荷花池東北面的小山上，是一個古式六角亭。

## 歷史
原址是一座「鐘亭」，清華建校之初即有之，是作為上下課的鐘聲而設。鐘亭原有大鐘一口，徑長四尺，鑄有「大明嘉靖甲午年五月阜城門外三里河池水村御馬監太監麥監造」，然而七七事變後，清華南遷，日軍佔領清華園，校園慘遭破壞，鐘亭被毀，亭內大鐘下落不明。抗戰勝利後，清華復員，為了紀念在昆明被殺害的聞一多，1947年在原址重建鐘亭，並命名為聞亭，亭式由梁思成设计，亭內匾額為潘光旦教授所書。
目前亭內的大鐘原位於颐和园昇平署，1942年時，此地被日本佔領，而成為“建设总署土木工程专科学校”。抗日战争胜利后，1946年转归清华大学农学院，經過清華校產保管委員會批准後，此大鐘移至聞亭。
2007年，闻亭被北京市文物局列為第一批北京优秀近现代建筑保护名录。

## 聞一多像

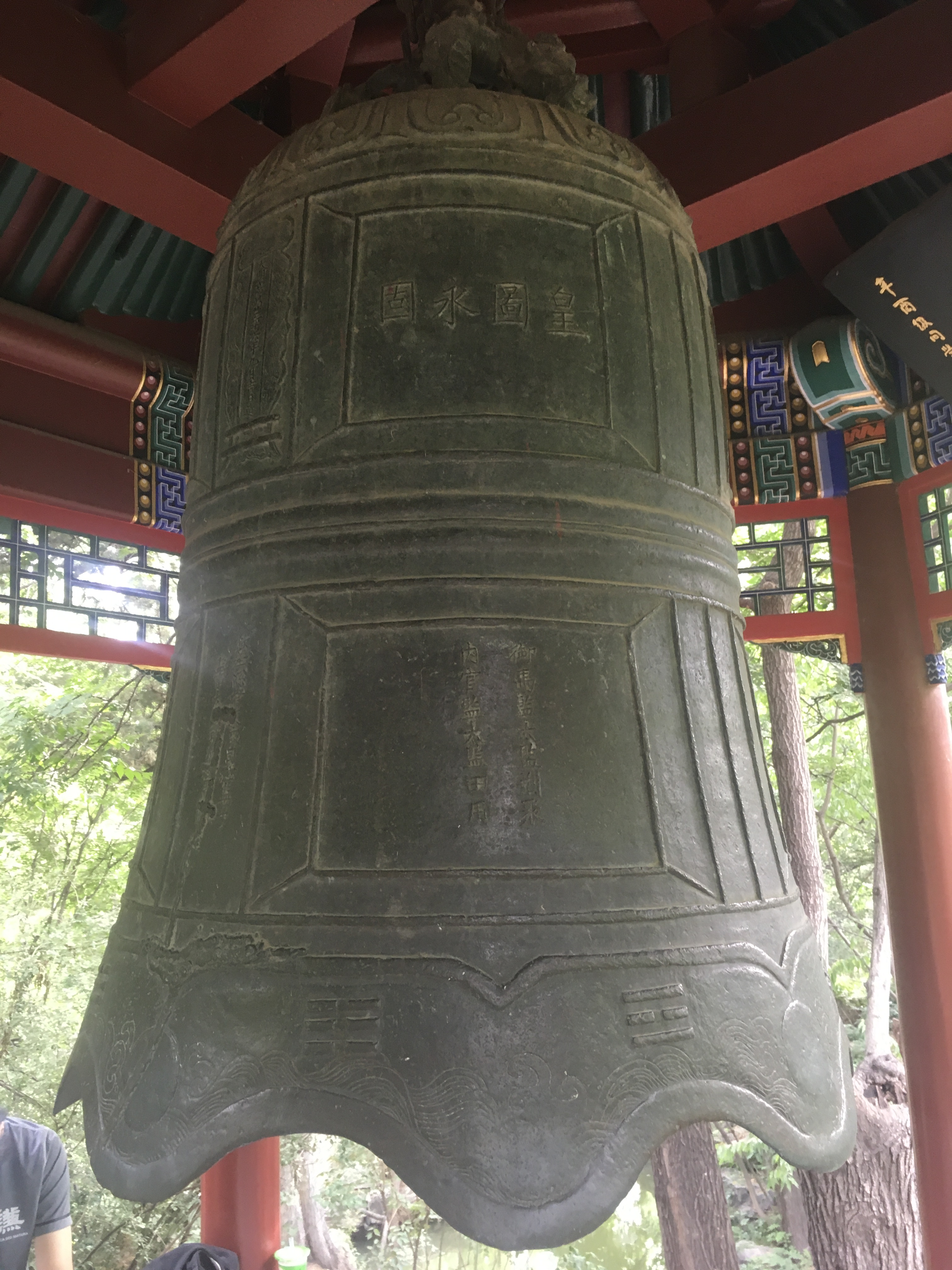
聞亭古鐘

闻亭小山下建有闻一多雕像，這是1986年10月，為紀念聞一多犧牲40周年而建的。聞一多像由中央美术学院教授钱绍武设计制作，為红色花岗岩石雕坐像。聞一多像身着长衫、围巾向后掠去、戴着圆眼镜，右手握着烟斗。坐像後面的石碑上，金字刻着闻一多的名言：「诗人主要的天赋是爱，爱他的祖国，爱他的人民。」

## 警鐘
1949年后，由梁鸿文根据闻亭内的古钟样式，制作成新校标（或称钟形徽），示意警钟长鸣，亦显端重大方。如今在清华官方网站上，同样确定为官方校标，其颜色与校徽相同。
校标同样为圆形，相比校徽装饰较少，圈内环绕清华大学英文字样，中心为古钟样式，内部书写篆体“清华”二字，下标明成立年份“1911”。1998年，以“清华钟型图案”為名，被注册為在教育和科研領域类的服務商標，是清華大學第二個服务商标。